# John Stuart Rowley
John Stuart Rowley, född 6 april 1907 i Oakland, Kalifornien, död 7 maj 1968 nära Oaxaca de Juárez, Mexiko, var en amerikansk ornitolog.
Giftormen Bothriechis rowleyi är döpt efter honom.